# Landrick
Landrick, nome artístico de Lando Samuel Ndombele (Cazenga, 11 de novembro de 1989),  é um cantor e compositor angolano. 

## Biografia
Nascido em 11 de novembro de 1989 (35 anos) no bairro Mabor-Malueca, em Cazenga, na província de Luanda.
Landrick fez seus estudos primários no Colégio 16 de Junho, que situa-se no município do Cazenga e, pela influência dos seus famíliares, ganhou a paixão pela música. A paixão de Landrick pela música começou desde a infância ao ouvir nas rádios as musicas dos artistas nacionais e internacionais como Anselmo Ralph, Yuri da Cunha, e Matias Damásio.
Iniciou as aulas de música e solfejo na Igreja Adventista do Sétimo Dia e em 2008 participou no concurso de vocalista de ingresso à banda musical do Instituto Médio Industrial de Luanda (IMIL). Depois da sua aprovação, tornou-se um dos principais vocais da banda.
Landrick fez seu primeiro sucesso com a música Me agarra só uhm.[carece de fontes?]
Landrick assinou como novo membro da produtora Bom Som, produtora de Anselmo Ralph. Ele viveu dois anos em Portugal enquanto preparava o lançamento de uma nova música para seu primeiro álbum. Landrick revelou que a música que estava preparando seria dedicada a sua falecida mãe, como forma de exprimir o seu amor por ela.
Em 2015, lançou o seu primeiro álbum de originais, "Mr. Confuso", conquistando os prémios de revelação no Top dos Mais Queridos da Rádio Nacional de Angola, Top Rádio Luanda (RL), assim como o prémio de melhor músico no concurso Moda Luanda, vencendo a categoria de melhor colaboração.